# A1 (motorväg, Cypern)

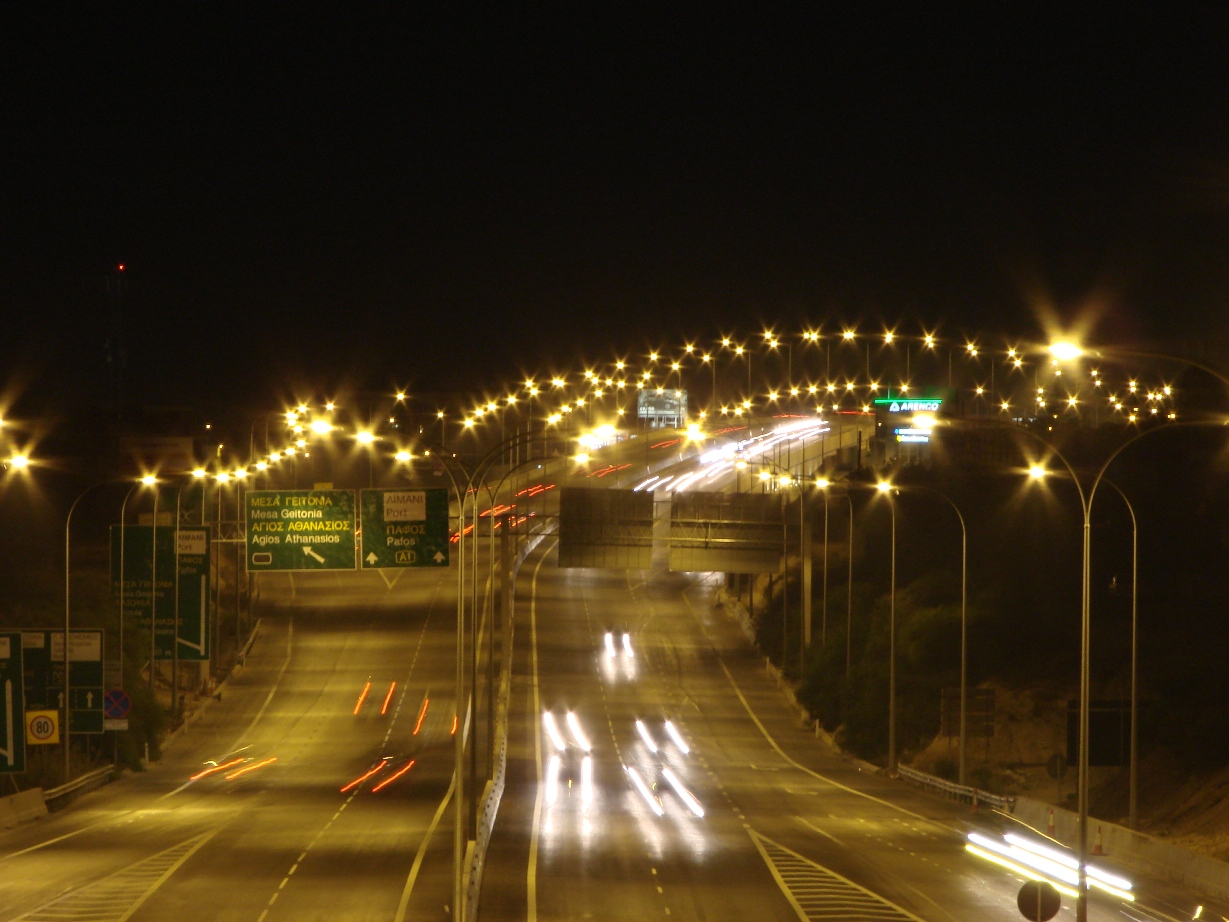
Motorvägen A1 vid Limassol

A1 är en motorväg på Cypern som går från Nicosia till hamnstaden Limassol. Motorvägen möter även två motorvägar som bland annat går till hamnstaden Larnaca. Denna motorväg är den viktigaste av de cypriotiska motorvägarna.